# Buza Attila
Buza Attila (Budapest, 1963. március 12.  – Alsónémedi, 2000. október 16.), politikus, országgyűlési képviselő, Ócsa polgármestere.

## Élete
Buza Attila Budapesten született. Nős, két gyermek édesapja, felesége középiskolai tanár. Általános és középiskolai tanulmányait Ócsán végezte. 1982-ben érettségizett. 1987-ben jogi diplomát szerzett az ELTE Állam- és Jogtudományi Karán, majd a dabasi és a Pest Megyei Bíróságon helyezkedett el. A rendszerváltás utáni első szabad önkormányzati választáson, 1990-ben Ócsa város polgármesterévé választották és (mivel kétszer újraválasztották) ezt a tisztséget 2000-ben bekövetkezett haláláig ellátta. Az 1998-as országgyűlési választáson a Pest megye 14. választókerületében egyéni mandátumhoz jutott. A Fidesz – Magyar Polgári Szövetség frakciójába ült be, és a párt képviselőjeként a Önkormányzati és rendészeti bizottság alelnöke (1998. június 25. – 2000. október 16.), az Európai integrációs albizottság elnöke (1998. december 16. – 2000. október 16.) és a Korrupciógyanús olajügyeket vizsgáló albizottság elnöke (1999. november 3. – 2000. február 21.) lett. A Pest Megyei Közgyűlésbe is beválasztották, ahol a Fidesz frakcióvezetője lett.

## Halála
Buza Attila 2000. október 16-án, hétfő este Alsónémediben az Ócsa felé vezető 5-ös főúton halálos autóbalesetet szenvedett, mikor lesodródott az útról és egy fának csapódott. A Fidesz-frakció saját halottjának tekintette. Temetésére 2000. október 20-án került sor az ócsai temetőben, gyászistentisztelet az ócsai református templomban volt.